# سيبستيان كيرك
سيبستيان كيرك (بالألمانية: Sebastian Kerk)‏ (17 أبريل 1994 بباد فورتساخ في ألمانيا - ) هو لاعب كرة قدم ألماني في مركز الوسط. شارك مع منتخب ألمانيا لكرة القدم تحت 18 سنة ومنتخب ألمانيا تحت 19 سنة لكرة القدم ومنتخب ألمانيا تحت 20 سنة لكرة القدم. أما مع النوادي، فقد لعب مع نادي فرايبورغ ونادي نورنبرغ.

## روابط خارجية
- سيبستيان كيرك على موقع قاعدة بيانات كرة القدم.إي يو (الإنجليزية)
- سيبستيان كيرك على موقع بيانات كرة القدم. دي إي (الألمانية)
- سيبستيان كيرك على موقع Soccerway.com (الإنجليزية)
- سيبستيان كيرك على موقع عالم كرة القدم.نت (الإنجليزية)
- سيبستيان كيرك على موقع أوليمبيديا (الإنجليزية)
- سيبستيان كيرك على موقع اللجنة الأولمبية الألمانية (الألمانية)
- سيبستيان كيرك على موقع AS.com (الإسبانية)